# Museo de la Técnica del Empordà
El Museo de la Técnica del Ampurdán es un museo que se encuentra en Figueras (España). Se trata de un museo creado a partir de la colección privada de Pere Padrosa. Se inauguró el 27 de junio de 2004, con presencia del entonces ministro de Industria José Montilla.

## Historia
Pere Padrosa inició su colección privada en 1979 adquiriendo una máquina de escribir antigua, una Erika portátil de 1910. En aquella máquina de escribir se le sumaron máquinas de coser, relojes, teléfonos, estufas y más máquinas de escribir.

## Colección
Dentro del museo hay más de dieciséis mil piezas de la segunda Revolución Industrial, aunque unas tres mil están expuestas. Las piezas de mayor valor son las máquinas de escribir y de coser. De hecho, se puede encontrar la bola de escribir de Malling-Hansen, la primera máquina de escribir de Europa. También cuenta con relojes de péndulo, entre otros.